# Arctia hectaploa
Arctia hectaploa är en fjärilsart som beskrevs av Smith 1957. Arctia hectaploa ingår i släktet Arctia och familjen björnspinnare. Inga underarter finns listade i Catalogue of Life.